# 古河都市圏
古河都市圏（こがとしけん）は、茨城県古河市を中心とする都市圏である。

## 定義
一般的な都市圏の定義については都市圏を参照。

### 「10%都市圏」（通勤圏）
- 古河市を中心市とする都市雇用圏（10% 通勤圏）の人口は21万7535人（2010年国勢調査基準）。
- 中心DID（人口集中地区）人口は5万1080人（2010年）。

#### 都市圏の変遷
都市雇用圏（10% 通勤圏）の変遷
| 自治体 ('80)  | 1980年      | 1990年      | 1995年      | 2000年      | 2005年                 | 2010年                 | 自治体 ('06)  |
| ------------- | ----------- | ----------- | ----------- | ----------- | ---------------------- | ---------------------- | ------------- |
| 古河市        | 東京 都市圏 | 東京 都市圏 | 東京 都市圏 | 東京 都市圏 | 古河 都市圏 19万5342人 | 古河 都市圏 21万7535人 | 古河市        |
| 総和町        | -           | -           | -           | -           | 古河 都市圏 19万5342人 | 古河 都市圏 21万7535人 | 古河市        |
| 三和町        | -           | -           | -           | -           | 古河 都市圏 19万5342人 | 古河 都市圏 21万7535人 | 古河市        |
| 境町          | -           | -           | -           | -           | 古河 都市圏 19万5342人 | 古河 都市圏 21万7535人 | 境町          |
| 八千代町      | -           | -           | -           | -           | 古河 都市圏 19万5342人 | 古河 都市圏 21万7535人 | 八千代町      |
| 栃木県 野木町 | 東京 都市圏 | 東京 都市圏 | 東京 都市圏 | 東京 都市圏 | 東京 都市圏            | 古河 都市圏 21万7535人 | 栃木県 野木町 |

- 2005年9月12日 - 古河市、猿島郡総和町、三和町が合併し新たに古河市となる。